# Rio Bullaque
O Rio Bullaque é um rio do centro de Espanha, afluente do Rio Guadiana
 pela sua margem direita que atravessa o noroeste da província de Ciudad Real.
Possui 91,16 km de extensão e sua bacia drena 1.603,5 km².

## Geografia
O Rio Bullaque nasce a uma altitude de 1.043 metros na Sierra del Chorito e deságua no Rio Guadiana em Luciana, a 520 m da altitude.

## Afluentes
- Rio das Navas
- Rio Milagro
- Rio Alcobilla
- Rio Bullaquejo[1]

## Barragems no Rio Bullaque
- Barragem da Torre de Abraham[2]

## Bibliografía
- GARCÍA RAYEGO, José Luis (1995) «El Medio Natural en los Montes de Ciudad Real y el Campo de Calatrava». Diputación de Ciudad Real-Área de Cultura, Biblioteca de Autores y Temas Manchegos, Ciudad Real, 453 pp. ISBN 84-7789-102-8
- ZAMORA SORIA, Francisco (2004) «El Bullaque o el destino de ser río». En MARTÍNEZ GIL, Francisco Javier (Coord.) «Una Nueva Cultura del Agua para el Guadiana. Desde Ruidera a Ayamonte». Fundación Nueva Cultura del Agua-ADENEX. Zaragoza. Pp.393-403.